# Château de Hachigata
Le château de Hachigata (鉢形城, Hachigata-jō) est un yamashiro (château en hauteur), situé à Yorii, préfecture de Saitama, au Japon.

## Histoire
Le château de Hachigata, construit vers 1476 par Nagao Kageharu du clan Go-Hōjō, était situé à un excellent emplacement car il surveillait l'essentiel du trafic à une importante intersection routière et se trouvait entre deux rivières. Hōjō Ujikuni améliora les défenses du château après qu'il en fut devenu le daimyo en 1560. Takeda Shingen essaya de s'emparer du château durant le siège de Hachigata m en 1568 ais échoua contre ses importantes fortifications.
Pendant un mois, en 1590, le château résista aux forces réunies de Maeda Toshiie et Uesugi Kagekatsu avec seulement 3 000 défenseurs au cours du deuxième siège. Finalement, Ujikuni se rendit à la condition que la vie de ses hommes soit épargnée. Le château fut démoli durant l'époque d'Edo.

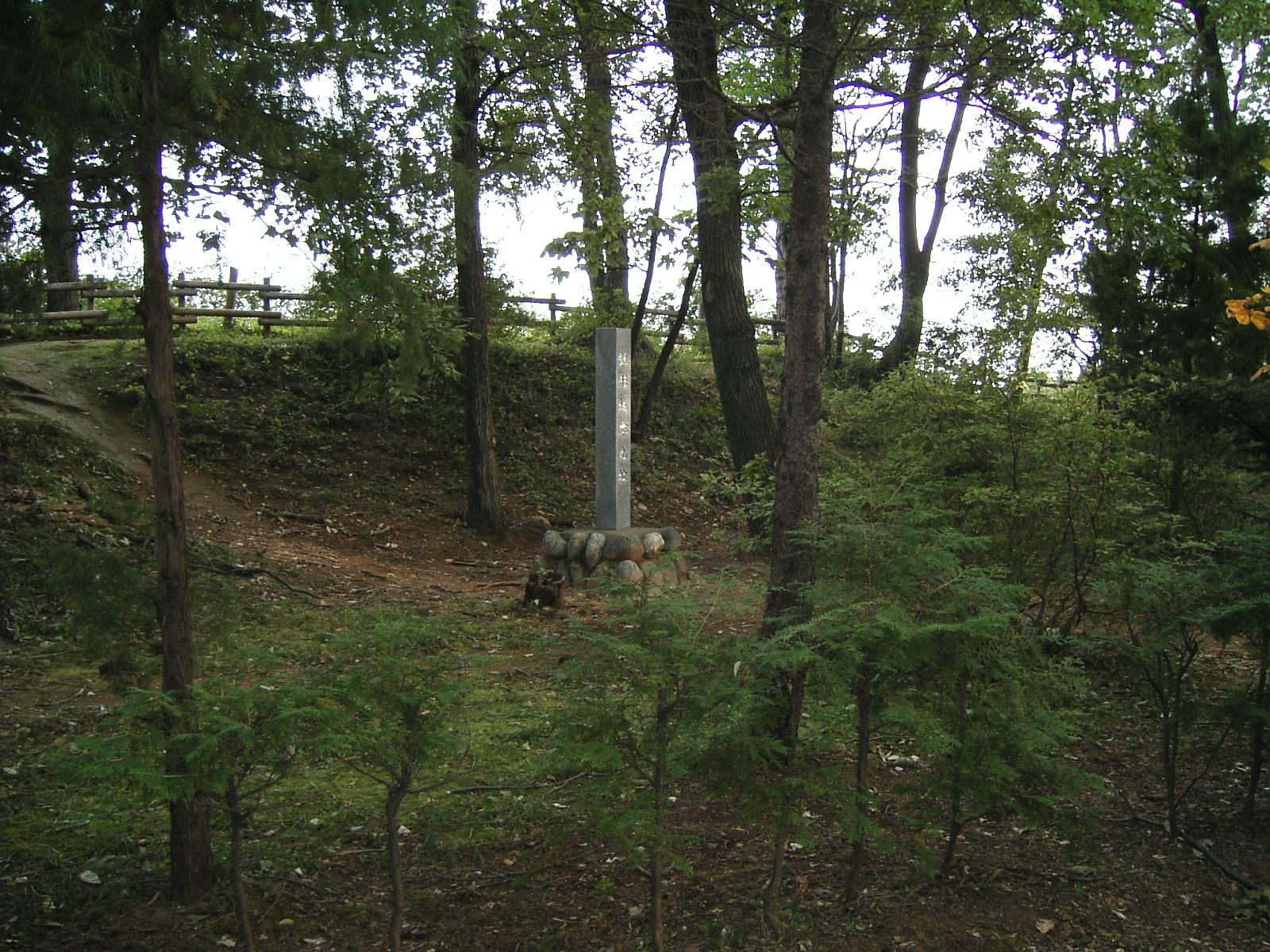
Ruines du honmaru.

## Aujourd'hui
Beaucoup de ruines subsistent malgré le développement urbain et une partie du château a été reconstruite, dont quelques murs, une porte et un bâtiment. Un musée consacré à l'histoire du château a également été construit.